# Olympische Sommerspiele 1996/Teilnehmer (Katar)
| Gelbes Symbol für Goldmedaillen mit stilisierten Olympischen Ringen | Graues Symbol für Silbermedaillen mit stilisierten Olympischen Ringen | Braundes Symbol für Bronzemedaillen mit stilisierten Olympischen Ringen |
| ------------------------------------------------------------------- | --------------------------------------------------------------------- | ----------------------------------------------------------------------- |
| —                                                                   | —                                                                     | —                                                                       |

Katar nahm an den Olympischen Sommerspielen 1996 in Atlanta, USA, mit einer Delegation von zwölf Sportlern (allesamt Männer) teil.

## Teilnehmer nach Sportarten

### Leichtathletik
- Ibrahim Ismail Muftah
400 Meter: ??

- Abdul Rahman al-Abdullah
800 Meter: Vorläufe

- Mohamed Suleiman
1500 Meter: 9. Platz

- Mubarak al-Nubi
400 Meter Hürden: Vorläufe
4 × 400 Meter: Vorläufe

- Jamal Abdi Hassan
3000 Meter Hindernis: Halbfinale

- Ali Ismail Doka
4 × 400 Meter: Vorläufe

- Sami al-Abdullah
4 × 400 Meter: Vorläufe

- Hamad al-Dosari
4 × 400 Meter: Vorläufe

- Bilal Saad Mubarak
Kugelstoßen: 10. Platz

### Schießen
- Nasser Al-Attiyah
Skeet: 15. Platz

### Segeln
- Khalifa al-Hitmi
Finn-Dinghy: 49. Platz

### Tischtennis
- Hamad al-Hammadi
Einzel: 49. Platz